# Beatrice Harraden
Pour les articles homonymes, voir Harraden.
Beatrice Harraden, née le 24 janvier 1864 et morte le 5 mai 1936, est une écrivaine et suffragette britannique.

## Jeunesse et formation
Née à Hampstead, Londres le 24 janvier 1864, Harraden fait des études au Cheltenham Ladies' College de Dresde, Gloucestershire, puis au Queen’s College et au Bedford College de Londres. Elle obtient un BA, puis voyage à travers l'Europe et les États-Unis.

## Écriture
En 1893, elle obtient un certain succès avec son premier roman (en) Ships That Pass in the Night, une histoire d'amour se déroulant dans un sanatorium. Ce sera son seul best-seller.
Harraden passe plusieurs vacances d'été à travailler au Green Dragon Inn de Little Stretton (Shropshire), ce qui l'amènera à publier la nouvelle At the Green Dragon en 1894.

## Militantisme
Beatrice Harraden milite pour les droits des femmes et rejoint l'Union sociale et politique des femmes, la Women Writers' Suffrage League et la Women's Tax Resistance League. Elle publie ses travaux dans le journal Droit de vote des femmes et s'implique dans le Oxford English Dictionary. Ce militantisme se reflète dans son écriture de fiction, dont The Scholar’s Daughter (1906), qui se déroule dans une communauté de lexicographes.
En 1930, elle obtient une pension civile pour son travail littéraire. Elle meurt à Barton-on-Sea le 5 mai 1936.